# Luciana da Cruz Brito
Luciana da Cruz Brito é uma historiadora e professora brasileira. Vencedora do Prêmio Thomas Skidmore de 2018, é especialista em história da escravidão, abolição e pós-abolição no Brasil e nos Estados Unidos.

## Biografia
Luciana é graduada em História pela Universidade Federal da Bahia (UFBA), com mestrado na mesma área pela Universidade Estadual de Campinas (UNICAMP) e doutora em História Social pela Universidade de São Paulo (USP). Fez seu pós-doutorado em história da diáspora negra pela Universidade da Cidade de Nova Iorque (CUNY) com bolsa da Andrew W. Mellon Foundation.
É especialista em história da escravidão, abolição e pós-abolição no Brasil e nos EUA e professora na Universidade Federal do Recôncavo da Bahia (UFRB).
Com o lançamento de seu livro "Temores da África. Segurança, Legislação e População Africana na Bahia Oitocentista", foi vencedora do Prêmio Thomas Skidmore, promovido pelo Arquivo Nacional.

## Obras
- DA CRUZ BRITO, Luciana (2021). Ventres livres?: Gênero, maternidade e legislação. Brasil: Unesp. 592 páginas. ISBN 978-6557110683
- DA CRUZ BRITO, Luciana (2016). Temores da África. Segurança, Legislação e População Africana na Bahia Oitocentista. Brasil: EDUFBA. 229 páginas. ISBN 978-8523214449

## Prêmios
- 2018 — Prêmio Thomas Skidmore, do Arquivo Nacional e Brazilian Studies Association (BRASA)[5][6][7]